# Negrești, Mehedinți
Negrești este un sat în comuna Malovăț din județul Mehedinți, Oltenia, România.